# Tomislav Buntak
Tomislav Buntak (Zagreb, 24. travnja 1971.), hrvatski slikar Slikarski uspjeh postigao koristeći biblijsku ikonografiju: slikajući anđele, svece i kršćanske motive.

## Životopis
Rodio se u Zagrebu. Završio srednju matematičku-informatičku. Godine 1997. diplomirao je slikarstvo, nastavnički odjel, na Akademiji likovnih umjetnosti u Zagrebu u klasi profesora Miroslava Šuteja. Izlagao samostalno na više samostalnih i skupnih izložbi u zemlji i inozemstvu. Od 2010. docent na Katedri za slikarstvo Akademije likovnih umjetnosti u Zagrebu - na koji se 1989. nije uspio upisati slikarski odjel, premda je prošao kvalitativni prag; bio je 18., a primljeno 14 kandidata, pa je jeseni iste godine upisao nastavnički odjel. Od listopada 1991. do svibnja 1992. mobiliziran u HV. Prvi je put izlagao djela 1993. godine, u knjižari Moderna vremena u Zagrebu. Trenirao je vaterpolo, što se poslije odrazilo u motivima kupača, vode, prepleta figura i dr. Predavao likovnu umjetnost u zagrebačkoj 11. gimnaziji. Dvanaestak godina bio je ravnatelj Centra za kulturu Maksimir u Zagrebu i organizirao različita kulturna događanja, radionice te manifestacije s naglaskom na vizualno-umjetničkim programima, kroz koje surađuje s profesionalnim likovnim umjetnicima i pedagozima. 2002. – 2012. radio na pripremi vizualnog izgleda Uskrs festa u Zagrebu. Poznat mu je motiv Konačna pobjeda nebeske vojske, pod kojim je imenom 2004. održao izložbu (ispitivanje linearne strukture) u Galeriji Miroslav Kraljević u Zagrebu, za koji je za site-specific-crtež 2008. dobio nagradu Kabineta grafike HAZU, sudjelovao u rezidencijalnom programu u New Yorku. 2006. je izveo križni put u kapelici obnovljenoga franjevačkog samostana u Karinu. Suorganizator ili član komisija brojnih društvenih događaja i programa. 2011. sudjelovao u sklopu HDLU-a u osmišljavanju, pokretanju i organizaciji 1. Bijenala slikarstva u Zagrebu te oblikovao postav hrvatskog dijela izložbe. Član HDLU, čijim je 2009. dopredsjednikom.
Izvanredni profesor na ALU u Zagrebu, u kojoj je od 2016. prodekan za upravu i financije. Neumorno oslikava zidove zagrebačkih bolnica. Često je u žirijima raznih izložbi i umjetničkih manifestacija. Sudionik okruglih stolova i tribina gdje iznosi svoja mišljenja o slikarstvu danas, ali i o općenitoj situaciji u kulturi i društvu.
Od 2018. dekan zagrebačke Akademije likovnih umjetnosti i novi predsjednik Hrvatskog društva likovnih umjetnika.

## Nagrade
Nagrade:
- 1994.  Zagreb, Rektorova nagrada Sveučilišta u Zagrebu
- 1996.  Zagreb, Nagrada XXIV. salona mladih
- 1997.  Zagreb, Nagrada Zagrebačke banke
- 2005.  Zagreb, Nagrada hrvatske sekcije AICA (Međunarodne udruge likovnih kritičara) na 39. Zagrebačkom salonu
- 2005. po izboru Allane Heiss, ravnateljice P.S.1, u listopadu i studenome sudjelovao u rezidencijalnom programu u New Yorku i izveo 250 m² velik site-specific Konačna pobjeda nebeske vojske u P.S.1;
- 2008.  Zagreb, Nagrada Kabineta grafike HAZU na 4. trijenalu crteža u Zagrebu za site-specific-crtež Konačna pobjeda nebeske vojske
- 2009. Nagrada Vladimir Nazor za izložbu u Umjetničkom paviljonu 2008. Hodočasnici – vizija mističnih putovanja

## Knjige
- Tomislav Buntak, Branko Franceschi: Tomislav Buntak, Fraktura, Zagreb, prosinac 2013. ISBN 978-953266386-0

## Vanjske poveznice
- HDLU IZLOŽBA: TOMISLAV BUNTAK “Lost in space” u Kabinetu grafike, izložba ciklusa stripovski povezanih slikocrteža